# Импортозамещение
Импортозамещение — замещение импорта товарами, произведёнными внутри страны. Для замещения импорта национальными товарами могут быть использованы протекционистские методы регулирования: тарифные и нетарифные.
Импортозамещение характеризует также тенденцию городского свободного рыночного хозяйства к замещению ввозимых в город товаров, товарами произведенными в городе. Эта идея была выдвинута Джейн Джекобс.
Стадию проведения экономической политики импортозамещения в 50-70 гг. XX века прошло большинство из новых индустриальных стран.
К середине 1960-х годов многие экономисты, ранее выступавшие за ИСИ в развивающихся странах, разочаровались в этой политике и её результатах. Многие страны, принявшие политику ИСИ в послевоенные годы, отказались от неё к концу 1980-х годов, сократив государственное вмешательство в экономику и став активными участниками Всемирной торговой организации. В отличие от политики ИСИ, «четыре азиатских тигра» (Гонконг, Сингапур, Южная Корея и Тайвань) характеризуются как государственное вмешательство для содействия «экспортно-ориентированной индустриализации».

## Политика импортозамещения
Экономический рост сдерживается ограничением платежного баланса согласно закону Тирлвола, поэтому необходимо предпринимать действия для увеличения экспорта или ограничения импорта.
Большинство стран мира проходило стадию ограничения импорта и стимулировало у себя процесс импортозамещения при индустриализации, а также продолжает практиковать такую политику в настоящее время.
В ежегодно публикуемых «Докладах о торговле и развитии» ЮНКТАД отмечали влияние импортозамещающей индустриализации на экономический рост стран:
- во времена, когда возможности импортировать продукцию ограничены (национальная валюта девальвирована, низкий уровень доходов), вводятся импортные ограничения; центральные банки оказывают поддержку отечественной банковской системе, удовлетворяя финансовые потребности частного и государственного секторов, что позволяет быстро расширить отечественное производство промышленной продукции, которая постепенно вытесняет импорт.
- промышленное производство росло опережающими темпами в тех странах, которые уже обладали промышленным потенциалом и правительства которых принимали меры для поддержки внутреннего спроса.
- подтверждается гипотеза Пребиша—Зингера, когда экономическое положение стран — экспортеров сырьевых товаров (развивающихся государств) постепенно ухудшается, если они не прибегают к политике импортозамещения при индустриализации.

В связи с существующими ограничениями по экспортоориентированию (все страны не могут одновременно экспортировать; мировая торговля растет медленно; труд не используется полностью) ряд стран (Япония, Франция) использует политику импортозамещения, защищая свои внутренние рынки. Стране, сталкивающейся с дефицитом валюты и резким удорожанием импортной продукции, также требуется проведение политики импортозамещения, в том числе России. Впервые концепция импортозамещения была реализована в Аргентине в середине XX века. Её автором стал популярный в Латинской Америке экономист Рауль Пребиш.

## Импортозамещающий экономический рост
Когда: 1) один из товаров, например, товар {\displaystyle A}, конкурирует с импортом; 2) один из факторов производства, например, капитал, интенсивно используется при производстве товара {\displaystyle A}; 3) другие факторы остаются без изменения; 4) а предложение капитала вырастет,
то: 1) объём производства товара {\displaystyle A} вырастет, так как возрастающий капитал, снижающий свою доходность, удешевляет товар {\displaystyle A}; 2) удешевление капитала более существенно скажется на производстве товара {\displaystyle A}, чем на товаре {\displaystyle B}, так как капитал более интенсивно используется при производстве товара {\displaystyle A}, чем в товаре {\displaystyle B}.
Таким образом, 1) выпуск отечественного товара {\displaystyle A} будет расти быстрее, чем будет расширяться производство товара В; 2) рост производства отечественного товара {\displaystyle A} заместит импорт, прежде чем предельные издержки вновь не поднимутся до уровня мировой цены.
На рисунке «Импортозамещающий рост» показан механизм замещения импорта товара {\displaystyle A} отечественным производством. Общий объём производства составлял {\displaystyle C_{1}}, объём производства отечественного товар {\displaystyle A} составлял {\displaystyle S_{1}}, а импорт составлял разницу {\displaystyle C_{1}-S_{1}}; рост предложения капитала удешевил капитал и увеличил производство товара {\displaystyle A}, сместил кривую предложения товара {\displaystyle A} вправо с {\displaystyle S_{1}} до {\displaystyle S_{2}}, а также сместил кривую производственных возможностей вправо с {\displaystyle S_{1}} до {\displaystyle S_{2}}.
Так как предложение капитала выросло, то увеличились и расходы на все товары, произошло смещение общего объёма производства вправо с {\displaystyle C_{1}} до {\displaystyle C_{2}}, сместились кривые безразличия вправо с {\displaystyle I_{1}} до {\displaystyle I_{2}}, сместились кривые спроса вправо с {\displaystyle D_{1}} до {\displaystyle D_{2}}, а значит рост капитала сокращает импорт с {\displaystyle C_{1}-S_{1}} до {\displaystyle C_{2}-S_{2}} и снижает экспорт товара {\displaystyle B}.

## Критика
В ряде работ было показано, что в целом импортозамещение способствует значительному росту отечественного производства, создаются новые рабочие места, однако в долгосрочной перспективе в странах Латинской Америки и Южной Америки наблюдалось снижение темпов экономического роста. Без опережающего роста экспорта эти страны не смогли обеспечить требуемые для модернизации своей экономики и преодоления отставания от развитых стран темпы экономического роста, увеличился дефицит платежного баланса и внешняя задолженность. Исследователи объясняли это потерей преимущества страны от специализации и международной торговли. Протекционистская политика и увеличение доли государственного владения уменьшает стимулы предпринимательского риска, что приводит к снижению эффективности. В результате дефицит и долги во многом ответственны за кризис 1980-х годов в Латинской Америке.